# Khunga
Khunga (nepalski: खुंगा) – gaun wikas samiti w zachodniej części Nepalu w strefie Dhawalagiri w dystrykcie Baglung. Według nepalskiego spisu powszechnego z 2011 roku liczył on 843 gospodarstwa domowe i 3673 mieszkańców (2038 kobiet i 1635 mężczyzn).